# (5877) Toshimaihara
(5877) Toshimaihara – planetoida z pasa głównego asteroid okrążająca Słońce w ciągu 4 lat i 33 dni w średniej odległości 2,56 j.a. Została odkryta 23 marca 1990 roku w Obserwatorium Palomar przez Eleanor Helin. Nazwa planetoidy pochodzi od Toshinoriego Maihary (ur. 1942), emerytowanego profesora Uniwersytetu w Kioto, lidera w zakresie astronomii podczerwieni w Japonii. Została zasugerowana przez Y. Yamadę. Przed nadaniem nazwy planetoida nosiła oznaczenie tymczasowe (5877) 1990 FP.